# Fame and Glory
Fame and Glory (2006-2017), est un cheval de course pur-sang irlandais. Appartenant à l'écurie Coolmore et entraîné par Aidan O'Brien, lauréat de cinq groupe 1, il est élu Stayer européen de l'année en 2011.    

## Carrière de course
Élevé en Irlande par Coolmore en association avec Kristen Rausing, Fame and Glory commence sa carrière à l'automne de ses deux ans par une victoire dans un maiden, avant d'aller aussitôt de l'autre côté de la Manche cueillir le Critérium de Saint-Cloud. C'est donc en gagnant de groupe 1 que le poulain s'annonce au début de son année classique, en poulain invaincu aussi, et il le reste : deux victoires dans les préparatoires au Derby (les deux mêmes qui menèrent autrefois Galileo et High Chaparral à la victoire à Epsom), et le voilà propulsé favori de la grande course, mais ce jour-là il trouve son maître en la personne de Sea The Stars, le gagnant des Guinées qui va s'affirmer comme l'incontestable champion de cette génération. Fame and Glory, lui, fait figure de vaillant second puisqu'il remporte ensuite de toute une classe l'Irish Derby. Mis au repos durant l'été, il revient à l'automne avec pour objectif le Prix de l'Arc de Triomphe. Mais après une bonne rentrée dans les Irish Champion Stakes, de nouveau dauphin de Sea The Stars, il ne peut que figurer à Longchamp, tandis que Sea The Stars se couvre de gloire. Une dernière tentative infructueuse dans les Champion Stakes, et Fame and Glory en a fini de sa saison.       
En 2010, Fame and Glory semble arrivé à maturité et, l'épouvantail Sea The Stars ayant rejoint le haras, il y a des courses à gagner chez les chevaux d'âge. Et Fame and Glory ne va pas s'en priver, après une rentrée prudente en avril. Il enchaîne quatre victoires, et entasse deux groupe 1 dans sa besace, la Tattersalls Gold Cup, où il livre un récital sept longueurs devant tout le monde, et la Coronation Cup, dans laquelle il devance la douée mais fantasque Sariska. Un break peut-être trop long après les Royal Whip Stakes début août lui coûte peut-être un meilleur classement dans le Prix de l'Arc de Triomphe de Workforce, mais il est un bon cinquième.       
Maintenu à l'entraînement à 5 ans, Fame and Glory a un nouveau programme : les courses longues distances, pour lesquelles il semble taillé, et un objectif, la Gold Cup. Tout se déroule comme prévu, avec deux Listed en guise d'apéritif, et un triomphe dans le marathon d'Ascot. Désormais roi des stayers, il échoue pourtant dans le St. Leger irlandais, mais une victoire en fin de saison dans la British Champions Long Distance Cup lui assure le titre de stayer européen de l'année 2011. L'ultime saison de Fame and Glory, qui suit le même programme, commence aussi bien que la précédente, avec une victoire dans les Vintage Crop Stakes. Mais la suite est moins glorieuse : il échoue nettement dans sa tentative de doublé dans la Gold Cup puis termine non placé dans les autres courses auxquelles il prend part. Il est temps pour Fame and Glory de gagner le haras.         

### Résumé de carrière
| Date         | Hippodrome   | Pays        | Course                              | Statut      | Distance    | Jockey         | Place       | Écart       | Vainqueur ou deuxième |
| 2008, 2 ans  | 2008, 2 ans  | 2008, 2 ans | 2008, 2 ans                         | 2008, 2 ans | 2008, 2 ans | 2008, 2 ans    | 2008, 2 ans | 2008, 2 ans | 2008, 2 ans           |
| ------------ | ------------ | ----------- | ----------------------------------- | ----------- | ----------- | -------------- | ----------- | ----------- | --------------------- |
| 22 octobre   | Navan        | Irlande     | Maiden                              |             | 1 600 m     | S. Hunter      | 1er / 11    | 1 ¾         | Sirgarfieldsobers     |
| 12 novembre  | Saint-Cloud  | France      | Critérium de Saint-Cloud            | Gr. 1       | 2 000 m     | J.P. Murtagh   | 1er / 11    | 1/2         | Drumbeat              |
| 2009, 3 ans  |              |             |                                     |             |             |                |             |             |                       |
| 19 avril     | Leopardstown | Irlande     | Ballysax Stakes                     | Gr. 3       | 2 000 m     | J.P. Murtagh   | 1er / 10    | 1           | Fergus McIver         |
| 10 mai       | Leopardstown | Irlande     | Derby Trial Stakes                  | Gr. 2       | 2 000 m     | S. Heffernan   | 1er / 6     | 5           | Mourayan              |
| 5 juin       | Epsom        | Royaume-Uni | Derby                               | Gr. 1       | 2 400 m     | S. Heffernan   | 2e / 12     | 1 ¾         | Sea The Stars         |
| 28 juin      | Curragh      | Irlande     | Irish Derby                         | Gr. 1       | 2 400 m     | J.P. Murtagh   | 1er / 11    | 5           | Golden Sword          |
| 5 septembre  | Leopardstown | Irlande     | Irish Champion Stakes               | Gr. 1       | 2 000 m     | J.P. Murtagh   | 2e / 9      | 2 ½         | Sea The Stars         |
| 4 octobre    | Longchamp    | France      | Prix de l'Arc de Triomphe           | Gr. 1       | 2 400 m     | J.P. Murtagh   | 6e / 19     | 4 ½         | Sea The Stars         |
| 17 octobre   | Ascot        | Royaume-Uni | Champion Stakes                     | Gr. 1       | 2 000 m     | J.P. Murtagh   | 6e / 14     | 4 ¼         | Twice Over            |
| 2010, 4 ans  |              |             |                                     |             |             |                |             |             |                       |
| 11 avril     | Curragh      | Irlande     | Alleged Stakes                      | Listed      | 2 000 m     | J.P. Murtagh   | 3e / 10     | 3           | She's Our Mark        |
| 3 mai        | Curragh      | Irlande     | Mooresbridge Stakes                 | Gr. 3       | 2 000 m     | J.P. Murtagh   | 1er / 5     | 5           | Recharge              |
| 23 mai       | Curragh      | Irlande     | Tattersalls Gold Cup                | Gr. 1       | 2 100 m     | J.P. Murtagh   | 1er / 6     | 7           | Recharge              |
| 4 juin       | Epsom        | Royaume-Uni | Coronation Cup                      | Gr. 1       | 2 400 m     | J.P. Murtagh   | 1er / 9     | 1 ½         | Sariska               |
| 8 août       | Curragh      | Irlande     | Royal Whip Stakes                   | Gr. 2       | 2 000 m     | J.P. Murtagh   | 1er / 5     | 3 ½         | Dixie Music           |
| 3 octobre    | Longchamp    | France      | Prix de l'Arc de Triomphe           | Gr. 1       | 2 400 m     | J.P. Murtagh   | 5e / 19     | 5 ¼         | Workforce             |
| 2011, 5 ans  |              |             |                                     |             |             |                |             |             |                       |
| 17 avril     | Navan        | Irlande     | Vintage Crop Stakes                 | Listed      | 2 600 m     | Jamie Spencer  | 1er / 5     | 1/2         | Nebula Storm          |
| 29 mai       | Leopardstown | Irlande     | Saval Beg Stakes                    | Listed      | 2 800 m     | Jamie Spencer  | 1er / 8     | 1/2         | Vivacious Vivienne    |
| 16 juin      | Ascot        | Royaume-Uni | Gold Cup                            | Gr. 1       | 4 000 m     | Jamie Spencer  | 1er / 15    | 3           | Opinion Poll          |
| 20 août      | Curragh      | Irlande     | St Leger Trial                      | Listed      | 2 800 m     | S. Heffernan   | 2e / 7      | encolure    | Fictional Account     |
| 10 septembre | Curragh      | Irlande     | Irish St. Leger                     | Gr. 1       | 2 800 m     | Jamie Spencer  | 4e / 6      | 23          | Duncan / Jukebox Jury |
| 15 octobre   | Ascot        | Royaume-Uni | British Champions Long Distance Cup | Gr. 3       | 3 200 m     | Jamie Spencer  | 1er / 10    | 1 ¼         | Opinion Poll          |
| 2012, 6 ans  |              |             |                                     |             |             |                |             |             |                       |
| 20 mai       | Navan        | Irlande     | Vintage Crop Stakes                 | Listed      | 2 800 m     | Joseph O'Brien | 1er / 7     | encolure    | Unaccompanied         |
| 21 juin      | Ascot        | Royaume-Uni | Gold Cup                            | Gr. 1       | 4 000 m     | Jamie Spencer  | 7e / 9      | 8 ¼         | Color Vision          |
| 15 septembre | Curragh      | Irlande     | Irish St. Leger                     | Gr. 1       | 2 800 m     | Jamie Spencer  | 6e / 9      | 2 ¾         | Royal Diamond         |
| 20 octobre   | Ascot        | Royaume-Uni | British Champions Long Distance Cup | Gr. 3       | 3 200 m     | Jamie Spencer  | 5e / 9      | 2 ½         | Rite of Passage       |

## Au haras
Fame and Glory entre au haras Grange Stud, en Irlande, pour y devenir étalon à 5 000 € la saillie. Destiné à l'élevage de chevaux de courses d'obstacles, il donne plusieurs bons produits dans ce registre mais meurt prématurément d'une crise cardiaque en 2017.

## Origines
Fame and Glory est l'un des meilleurs fils du grand champion et grand étalon Montjeu, vainqueur entre autres du Prix de l'Arc de Triomphe en 1999, et qui transmet beaucoup de tenue à sa descendance. La mère, Gryada, avait un peu de galop. Elle fit carrière en Angleterre puis alla chercher en Italie son passeport pour le haras en prenant la troisième du Premio Dormello (Gr.3). Elle a produit d'autres vainqueurs, mais pas au niveau des courses principales. La souche maternelle est allemande, Gryada est une fille de la bonne Grimpola, une élève du Gestüt Auenquelle lauréate du Schwartzgold Rennen (les Guinées allemandes) et troisième du Preis der Diana.  

### Pedigree
| Origines de Fame and Glory (IRE), mâle bai né en 2006 | Origines de Fame and Glory (IRE), mâle bai né en 2006 | Origines de Fame and Glory (IRE), mâle bai né en 2006 | Origines de Fame and Glory (IRE), mâle bai né en 2006 |
| ----------------------------------------------------- | ----------------------------------------------------- | ----------------------------------------------------- | ----------------------------------------------------- |
| Père Montjeu 1996                                     | Sadler's Wells 1981                                   | Northern Dancer                                       | Nearctic                                              |
| Père Montjeu 1996                                     | Sadler's Wells 1981                                   | Northern Dancer                                       | Natalma                                               |
| Père Montjeu 1996                                     | Sadler's Wells 1981                                   | Fairy Bridge                                          | Bold Reason                                           |
| Père Montjeu 1996                                     | Sadler's Wells 1981                                   | Fairy Bridge                                          | Special                                               |
| Père Montjeu 1996                                     | Floripedes 1985                                       | Top Ville                                             | High Top                                              |
| Père Montjeu 1996                                     | Floripedes 1985                                       | Top Ville                                             | Sega Ville                                            |
| Père Montjeu 1996                                     | Floripedes 1985                                       | Toute Cy                                              | Tennyson                                              |
| Père Montjeu 1996                                     | Floripedes 1985                                       | Toute Cy                                              | Adele Toumignon                                       |
| Mère Gryada 1993                                      | Shirley Heights 1975                                  | Mill Reef                                             | Never Bend                                            |
| Mère Gryada 1993                                      | Shirley Heights 1975                                  | Mill Reef                                             | Milan Mill                                            |
| Mère Gryada 1993                                      | Shirley Heights 1975                                  | Hardiemma                                             | Hardicanute                                           |
| Mère Gryada 1993                                      | Shirley Heights 1975                                  | Hardiemma                                             | Grand Cross                                           |
| Mère Gryada 1993                                      | Grimpola 1982                                         | Windwurf                                              | Kaiseradler                                           |
| Mère Gryada 1993                                      | Grimpola 1982                                         | Windwurf                                              | Wiesenweihe                                           |
| Mère Gryada 1993                                      | Grimpola 1982                                         | Gondel                                                | Zank                                                  |
| Mère Gryada 1993                                      | Grimpola 1982                                         | Gondel                                                | Goldhenne (famille 1-i)                               |